# 9,5mm-film

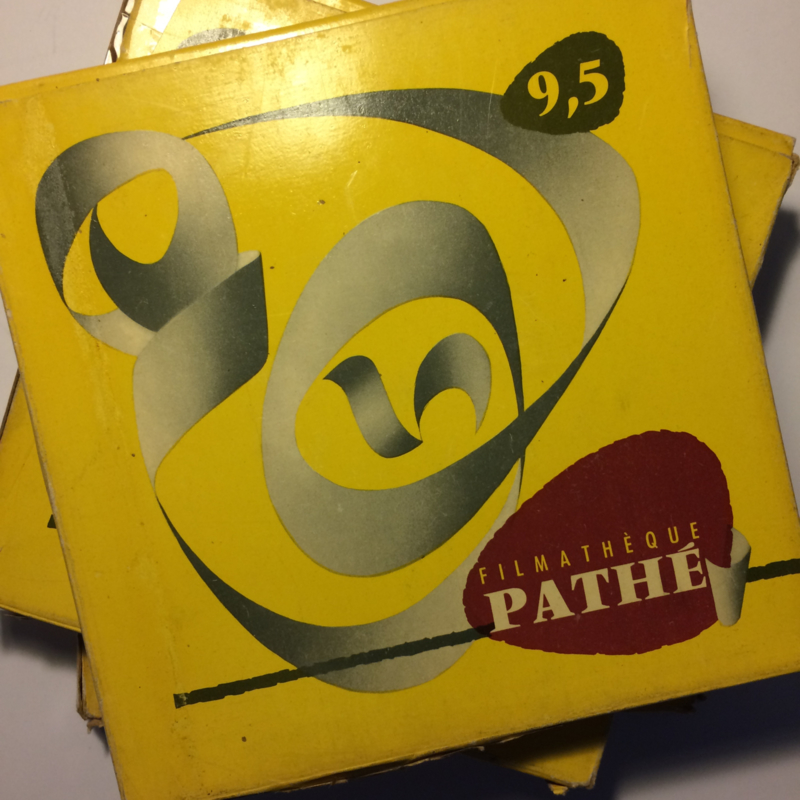
Originele filmhoes van de gebroeders Pathé

9,5mm-film of 9,5 mm werd in 1922 gelanceerd als eerste huisfilmformaat door de Franse broers en filmpioniers Emile (1860-1937) en Charles (1863-1957) Pathé, ook wel Frères Pathé genaamd. Hun projector werd bekend onder de naam Pathé Baby. Het was de doorbraak van de cinema in de familiale kring, de home cinema avant la lettre.

## Technische specificaties

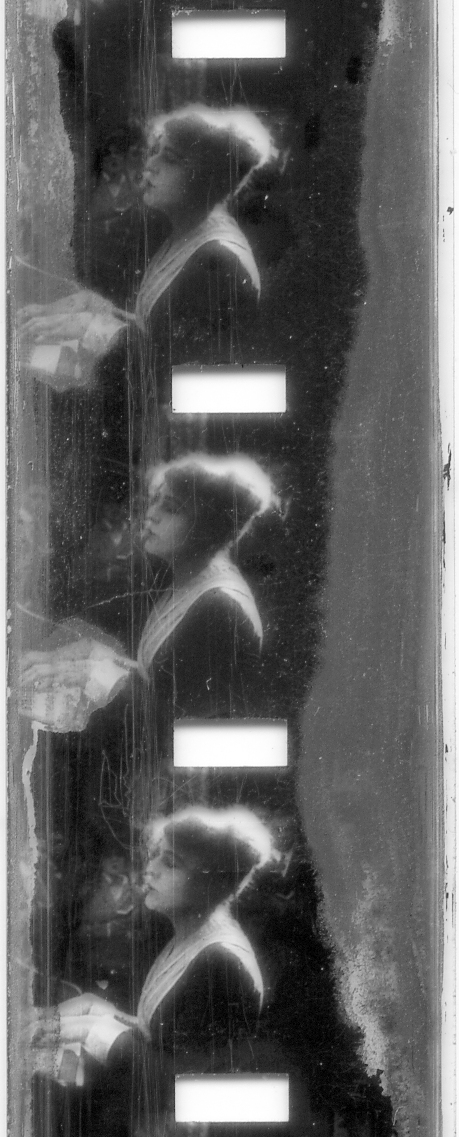
Drie frames van een 9,5mm-film, met de perforaties in het midden

De perforaties voor het transport van de filmrol zitten bij dit formaat tussen de beelden en niet op de gebruikelijke plaats van aan de zijkant. Daardoor kan de ganse bandbreedte gebruikt worden en komt de beeldgrootte bijna overeen met 16mm-beeld. Aanvankelijk kon er alleen stomme film opgenomen worden, maar vanaf 1938 waren er varianten met geluid. De geluidsstrip zit aan de zijkant en kan magnetisch of optisch zijn.

## Erfgoed

### Internationaal
Dit beeldformaat is verbonden met de hoogtijdagen van de stomme slapstick in zwart-wit uit het begin van de twintigste eeuw, bijvoorbeeld de oorspronkelijke films van Laurel en Hardy alias de dikke en de dunne, geproduceerd door Hal Roach. Deze werden uitgebracht door Pathé (!) en vanaf 1929 door Metro-Goldwyn-Mayer en zijn onderdeel geworden van de filmgeschiedenis. Ook andere legenden uit die tijd, zoals Charlie Chaplin, Buster Keaton en Ben Turpin, zijn op 9,5mm-film vastgelegd, evenals de tekenfilm Felix de Kat en western-klassiekers zoals Buffalo Bill. 

### België
Ook de Belgische filmgeschiedenis bracht een grote naam voort. Henri Storck (1907-1999), Oostends filmpionier, maakte nog 9,5mm-films met zijn eerste camera, een Pathé Baby, die hij kreeg van zijn moeder. Hij was de medeoprichter van het Belgisch Filmarchief.

## Heden
Het 9,5mm-formaat is tegenwoordig zeldzaam, maar er zijn wel nog altijd opnamen terug te vinden. Het afspelen ervan is moeilijk en wordt best aan professionals overgelaten. Men kan oude films op dit formaat wel laten digitaliseren en op dvd branden bij gespecialiseerde firma's.

Het Huis van Alijn in Gent heeft drie "Pathé Baby's" in de collectie.